# عملیات بزرگ ورشو
عملیات بزرگ یا گروس‌اکتسیون ورشو (به آلمانی: Grossaktion Warsaw) اسم رمز نازی‌ها برای اخراج و کشتار جمعی یهودیان از گتو ورشو در تابستان ۱۹۴۲ بود. در جریان گروس‌اکتسیون، یهودیان تحت یورش‌ها و به‌صف‌کشی‌های روزانه قرار می‌گرفتند، درون گتو به ناچار به راه انداخته می‌شدند، و سپس در ایستگاه‌های قطار موسوم به اومشلاگ‌پلاتز گرد هم می‌آمدند تا برای «اسکان دوباره» به شرق فرستاده شوند. از آنجا، آنها با قطارهای هولوکاست به اردوگاه مرگ در تربلینکا فرستاده می‌شدند.
در ۱۹۴۲، بیشترین تعداد یهودیان ورشو در فاصله میان تعطیلات یهودی تیشا بئاو (۲۳ ژوئیه) و یوم‌کیپور (۲۱ سپتامبر) به تربلینکا فرستاده شدند. این مرکز کشتار در ۸۰ کیلومتری ورشو تنها اندک زمانی پیش از عملیات بزرگ ورشو و مشخصا برای «راه حل نهایی» تکمیل شده بود. تربلینکا مجهز به اتاق‌های گاز بود که در لوای عنوان اتاق دوش‌گیری برای «پردازش» کل یهودیان فرستاده شده به آنجا استفاده می‌شدند. کارزار کشتار با رهبری اس‌اس-بریگاده‌فورر اودیلو گلوبوکنیک، با نام رمز عملیات راینهارد، بخش مهمی از هولوکاست در لهستان اشغالی به‌شمار می‌رفت.

## تاریخچه
گتو ورشو بزرگترین گتو جنگ جهانی دوم در سرتاسر اروپای تحت اشغال آلمان نازی بود و بیش از ۴۰۰۰۰۰ یهودی در مساحتی باغ بر ۳٫۴ کیلومتر مربع، یا ۷٫۲ نفر در هر اتاق، گردهم آورده شده بودند. پلیس نازی بیشتر اخراج‌های دسته جمعی زندانیان گتو را به تربلینکا از طریق قطارهایی که هر یک تا ۷۰۰۰ قربانی را حمل می‌کردند، انجام داد. هر روز، قطارهای متشکل از واگن‌های پرازدحام دو بار از محل گردآوری راه‌آهن (به آلمانی: Umschlagplatz) حرکت می‌کردند؛ قطار نخست در صبح زود و دومی در اواسط بعد از ظهر. اردوگاه مرگ بیشتر قربانیان را میان ۲۳ ژوئیه تا ۲۱ سپتامبر ۱۹۴۲ پذیرفت. گروس‌اکتسیون (عملیات در مقیاس بزرگ) در پایتخت توسط رهبر اس‌اس و پلیس، فردیناند فون سامرن-فرانکنگ، که فرمانده منطقه ورشو از سال ۱۹۴۱ بود، هدایت می‌شد.
نقطه عطف حیات در گتو ۱۸ آوریل ۱۹۴۲ بود که با موج جدیدی از اعدام‌های دسته جمعی توسط اس‌اس همراه بود.
تا آن روز، صرف نظر از اینکه زندگی در گتو تا چقدر می‌توانست سخت باشد، ساکنان گتو احساس می‌کردند که زندگی روزمره آنها، بنیان وجود آنها بر اساس چیزی پایدار و با دوام است … در ۱۸ آوریل، بنیان حیات در گتو آغاز به سست شدن زیر پای مردم کرد … تا آن هنگام دیگر همه متوجه شده بودند که گتو باید برچیده شود، اما هنوز هیچ‌کس نمی‌دانست که سرنوشت کل جمعیت گتو مرگ بود. - مارک ادلمان

## اخراج‌ها

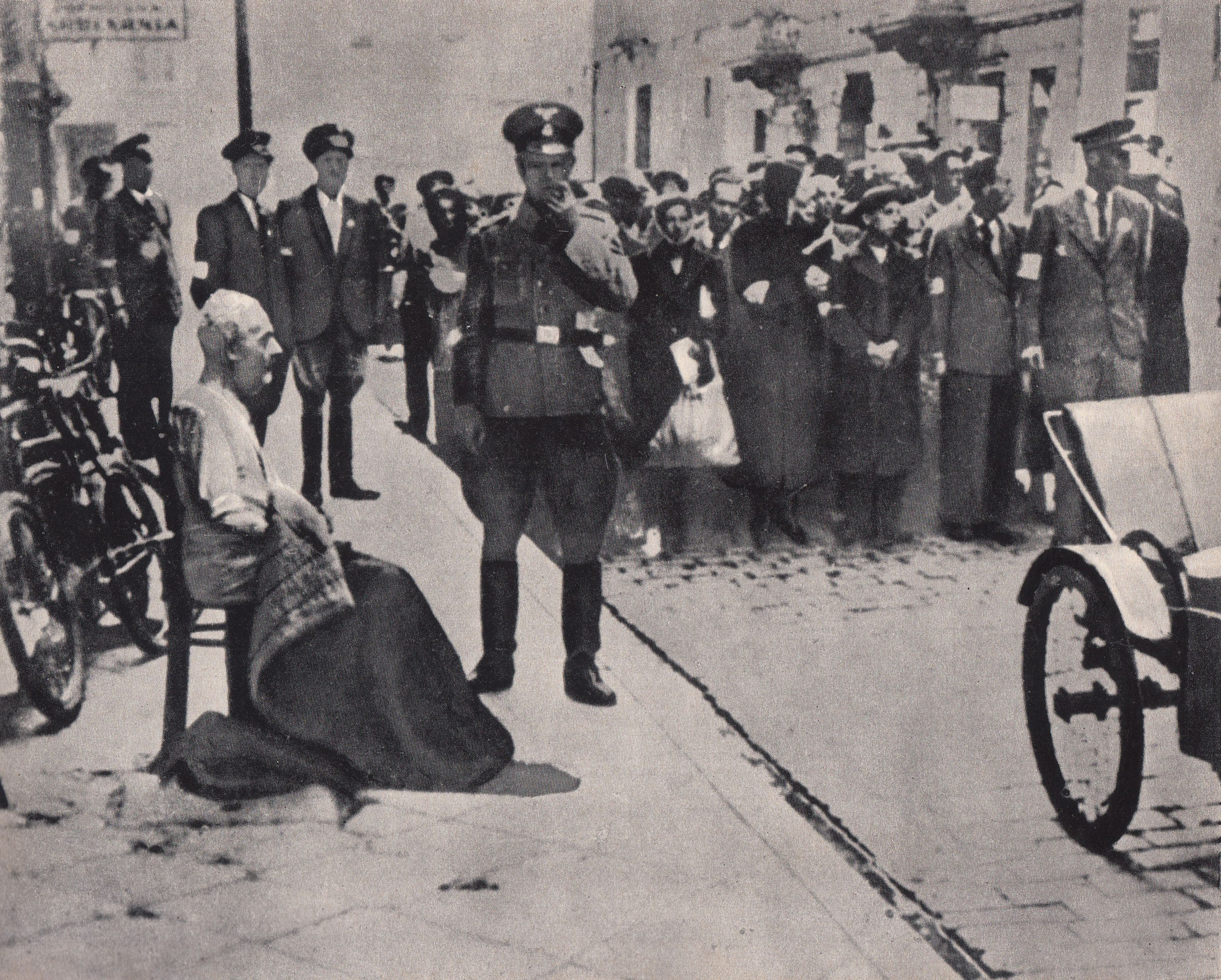
عملیات بزرگ گروس‌اکتسیون ورشو

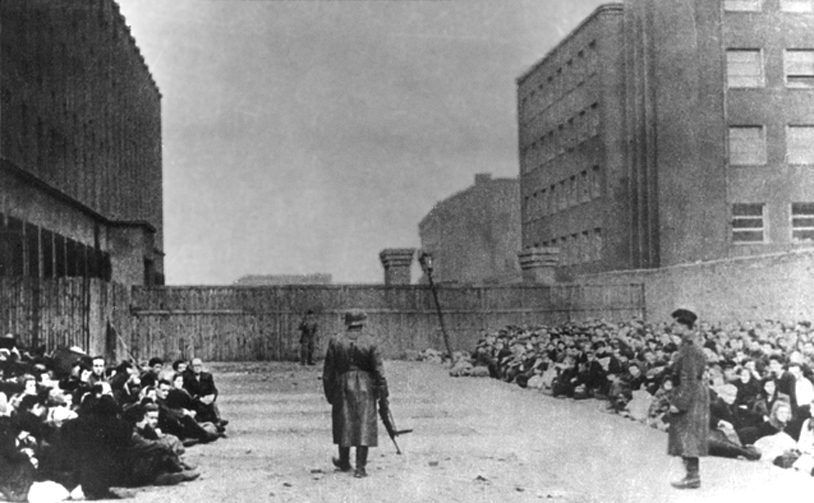
انتظار قربانیان در اومشلاگ‌پلاتز برای فرستاده شدن به اردوگاه مرگ

در ۱۹ ژوئیه ۱۹۴۲، رئیس اس‌اس هاینریش هیملر به فریدریش-ویلهلم کروگر، رهبر اس‌اس و پلیس مسئول دولت عمومی، دستور داد تا «اسکان دوباره کل جمعیت یهودیان دولت عمومی» را «تا ۳۱ دسامبر ۱۹۴۲» صورت دهد. سه چند روز بعد در ۲۲ ژوئیه ۱۹۴۲، اس‌اس آلمان، به سرپرستی «کمیسر اسکان دوباره» اشتورمبانفورر هرمان هوفله، شورای یهودیان گتو (یودنرات) را به دیدار فراخواند و رهبر آن آدام چرنیاکوف را در مورد برنامه «اسکان دوباره در شرق» آگاه ساخت. چرنیاکوف، که پس از آگاهی از طرح خودکشی کرد، جای خود را به مارک لیختن‌باوم داد. جمعیت گتو از حقیقت اوضاع آگاه نبودند. آنها تنها در پایان سال ۱۹۴۲ متوجه شدند که اخراج‌ها، تحت نظارت پلیس گتو یهودی، به اردوگاه مرگ تربلینکا بوده‌اند و نه به منظور اسکان دوباره.
در طول دو ماه تابستان ۱۹۴۲، حدود ۲۵۴٬۰۰۰–۲۶۵٬۰۰۰ تن زندانیان یهودی گتو، مردان، زنان و کودکان، به تربلینکا فرستاده شده و در آنجا کشته شدند (یا با حساب‌های مختلف، کمینه ۳۰۰٬۰۰۰ تن با شمارش تلفات پس از سقوط گتو). در مقایسه با تلفات خیزش گتوی ورشو که در آن حدود ۵۰٬۰۰۰ تن کشته شدند، تعداد کشته‌های یهودیان ساکن گتو در جریان گروس‌اکتسیون بیش از پنج برابر بود. نابودی کامل گتو در بهار سال پس از آن منجر به نابودی جمعیت یهودیان ورشو به اندازه‌ای که در گروس‌اکتسیون صورت گرفته بود، نشد.
به مدت هشت هفته فرستادن یهودیان به تربلینکا توسط راه‌آهن بدون توقف ادامه داشت: ۱۰۰ تن درون یک واگن حمل دام، تا روزانه ۵۰۰۰ تا ۶۰۰۰ تن، از جمله بیماران بیمارستان و کودکان یتیم‌خانه‌ها. دکتر یانوش کورچاک، معلم نامدار، در اوت ۱۹۴۲ با آنها رفت. و دوستان و ستایشگران لهستانی وی به او این فرصت را دادند تا پیش از فرستاده شدن فرار کند، اما در عوض او تصمیم گرفت با سرنوشت مردم خود همراهی کند. هنگام ورود به تربلینکا، قربانیان برهنه لباس‌های خود را از تن کنده و به یکی از ده اتاقی که در ظاهر اتاق دوش‌گیری بودند، هدایت می‌شدند. در آنجا آنها در دسته‌های ۲۰۰ تایی با استفاده از گاز مونوکسید کربن کشته می‌شدند (سیکلون ب مدتی بعد در آشویتس به کار رفت). در سپتامبر ۱۹۴۲، اتاق‌های گاز جدیدی در تربلینکا ساخته شدند، که می‌توانستند ۳۰۰۰ تن را تنها در ۲ ساعت بکشند. نزدیک شدن غیرنظامیان به آن منطقه ممنوع بود.
بسیاری از یهودیان باقی مانده در گتو ورشو تصمیم به جنگ گرفتند و به بسیاری از آنها توسط ارتش زیرزمینی لهستان کمک شد. سازمان نبرد یهود (ŻOB) در اکتبر ۱۹۴۲ تشکیل شد و وظیفه آن مقاومت در برابر هرگونه اخراج در آینده بود. رهبر آن مردخای آنیه‌لویچ ۲۴ ساله بود. در همین حال، ارتش میهنی لهستان، (به لهستانی: Armia Krajowa یا AK)، اقدام به قاچاق اسلحه، مهمات و ملزومات به داخل گتو به منظور خیزش مسلحانه کرد. فون سامرن-فرانکنگ در ۱۷ آوریل ۱۹۴۳ به دلیل عدم موفقیت در مقابله با افراد مسلح درون گتو توسط هاینریش هیملر از وظیفه برکنار و با رهبر اس‌اس و پلیس، یورگن اشتروپ، جایگزین شد.
در ۲۴ آوریل ۱۹۴۳، فردیناند فون سامرن-فرانکنگ، مسئول عملیات، به دلیل بی‌کفایتی توسط هیملر دادگاهی و سپس به کرواسی فرستاده شد. در آنجا، وی در کمین پارتیزان‌ها جان باخت. یورگن اشتروپ از سوی فرمانده عالی ورماخت، فیلد مارشال ژنرال ویلهلم کایتل، مدال درجه یک صلیب آهنین را دریافت کرد. پس از جنگ، اشتروپ به اتهام جنایات جنگی توسط آمریکایی‌ها دادگاهی، و به اعدام محکوم شد. اعدام او اما صورت نگرفت و در عوض، وی برای دادگاهی دوباره به مقام‌های لهستانی تحویل داده شد. او دوباره در لهستان دادگاهی و به اعدام محکوم شد و در ۸ سپتامبر ۱۹۵۱ در محل پیشین گتو ورشو اعدام شد.

## گاه‌شمار رویدادها
| گاه‌شمار رویدادهای عملیات بزرگ ورشو | گاه‌شمار رویدادهای عملیات بزرگ ورشو |
| ---------------------------------- | --- |
| ۲۲ ژوئیه ۱۹۴۲                      | آلمانی‌ها با کمک نگهبانان اوکراینی و لتونیایی با لباس اس‌اس دیوارهای گتو را محاصره کردند |
| ۲۳ ژوئیه ۱۹۴۲                      | آدام چرنیاکوف پس از آنکه به وی گفته شد برای انتقال روزانه ۶۰۰۰ یهودی آماده شود، خودکشی کرد |
| ۲۳ ژوئیه ۱۹۴۲                      | کشتار دسته‌جمعی یهودیان با کمک گاز در اردوگاه مرگ تربلینکا آغاز شد |
| ۶ اوت ۱۹۴۲                         | تنها در یک روز، پانزده هزار یهودی از گتو با فریب پخش غذا توسط آلمانی‌ها به تربلینکا تبعید می‌شوند. مردم برای به دست آوردن نان چندین روز صف می‌کشند تا «تبعید» شوند . انتقال دو بار در روز نیز نتوانست پاسخگوی شمار همه آنها شود. |
| ۱۳–۲۷ اوت ۱۹۴۲                     | در ۱۵ روز ۵۳٬۷۵۰ یهودی ورشو به تربلینکا تبعید می‌شوند |
| ۶–۷ سپتامبر ۱۹۴۲                   | بیش از ۱۰۰۰ یهودی در خیابان‌های گتو توسط نازی‌ها کشته می‌شوند |
| ۶–۲۱ سپتامبر ۱۹۴۲                  | در دو هفته پایانی اکتسیون، ۴۸٬۰۰۰ یهودی ورشو به سوی مرگ فرستاده شدند |
| ۲۱ سپتامبر ۱۹۴۲                    | واپسین انتقال از پایتخت لهستان به تربلینکا با ۲٬۱۹۶ قربانی انجام شد. این افراد شامل پلیس یهودی، که خود در اخراج‌ها شرکت داشتند، و خانواده‌هایشان می‌شد.                                                                          |
| ۳۰ سپتامبر ۱۹۴۲                    | یهودیانی که در گتو گرفتار شده‌اند آغاز به ساختن پناهگاه‌های مستحکم برای دفاع از خود می‌کنند |